# Авангард (спортивный комплекс, Киев)
Спортивный комплекс «Авангард» (укр. Спортивний комплекс «Аванга́рд») - многофункциональный спортивный комплекс в Киеве. Занимает территорию около 3,72 га в Шевченковском районе города («Лукьяновка»), непосредственно примыкающую к Бабьему Яру. Представляет собой комплекс сооружений из 4 корпусов, имеющих адреса по улице имени Юрия Ильенко (ранее Ювеналия Мельникова) соответственно номера 44, 46 (46а), 48, 48а. Спорткомплекс предназначен для проведения соревнований и организации учебно-тренировочных процессов по таким видам спорта как шорт-трек, хоккей с шайбой, баскетбол, волейбол, гандбол, футзал, теннис, бадминтон, а также акробатика, спортивная и художественная гимнастика, фигурное катание, фитнесс, различные боевые искусства, бокс и танцы. Первоначально спортивный комплекс включал плавательный бассейн, который был демонтирован. Ледовая арена с 2011 года закрыта на реконструкцию и не функционирует.
В корпусе, расположенному по адресу ул. Ю.Ильенко, д.46 расположена Федерация хоккея Украины.
Согласно постановлению Кабинета министров Украины № 30 от 18.01.2006г., спортивный комплекс включён в список учреждений физкультуры и спорта, которым предоставляется статус базы олимпийской, паралимпийской и дефлимпийской подготовки.

## Расположение

### Баскетбольный зал
В корпусе по адресу ул. Ю.Ильенко, 48 расположена баскетбольная арена. Площадь зала 561 м.кв. (размеры площадки 33х17 метров), покрытие — паркет. Балкон рассчитан на 200 зрителей. Также в корпусе есть раздевалки, несколько душевых.
В ходе проведения ремонтных работ с покрытия была удалена разметка игровых полей для волейбола, гандбола, футзала, тенниса, бадминтона. Ныне на паркете оставлена только разметка для игры в баскетбол.
Еще раньше в этом корпусе располагался плавательный бассейн.
В этом же корпусе расположен тренажерный спортзал фитнесс-клуба «АтлетиКо». Площадь зала 520 м.кв. Есть отдельные раздевалки и душевые.
На данный момент в корпусе располагается детская спортивная школа баскетбола «Авангард», секция бокса «New Boxing Studio», а также два спортивных магазина по продаже спортивного инвентаря. Является домашней площадкой для баскетбольного клуба «Авангард». До начала реконструкции здесь находилась детская школа по фигурному катанию «Сюита».
Этот корпус является старейшим сооружением спорткомплекса. Здание было сдано в эксплуатацию в 1970 году.

### Гимнастический зал
Гимнастический зал расположен в корпусе по адресу ул. Ю.Ильенко, 48а. Площадь зала 614 м.кв. Площадь гимнастического ковра (свободного пространства посреди зала) 120 м.кв. Зал оборудован гимнастическими снарядами и станками, необходимыми для тренировок как среди мужчин, так и среди девушек, в т.ч. опорным прыжком, брусьями, турниками,  кольцами, гимнастическими бревнами и конями. Наличествуют батут, паралоновые ямы и достаточное количество матов. Зал имеет две зоны — мужскую и женскую, в которые входят раздевалки, душевые.
На данный момент в корпусе располагается детская спортивная школа олимпийского резерва по спортивной гимнастике, а также детская школа спортивной акробатики. Здесь же проводятся занятия танцами.

### Ледовая арена
Крытая ледовая арена расположена в корпусе по адресу ул. Ю.Ильенко, 46. Общая площадь строения 8422,8 м.кв. Размеры площадки соответствуют стандартам Международной федерации хоккея. Вместимость — 360 зрителей на балконе и еще столько же возможно разместить на складных трибунах первого этажа. Тут же расположены ряд раздевалок и душевых.
С осени 2011 года каток закрыт на реконструкцию и не функционирует. До закрытия ледовая арена являлась домашней площадкой для хоккейного клуба «Сокол».
На данный момент в корпусе располагается Федерация хоккея Украины, администрация хоккейной детско-юношеской спортивной школы «Сокол», а также администрация спорткомплекса «Авангард». Здесь же располагаются два магазина с хоккейной экипировкой.

### Игровой зал
По адресу ул. Ильенко, 46а находится корпус, в котором расположены 2 игровых зала. Залы предназначены для игр в баскетбол, волейбол, гандбол, футзал, теннис, бадминтон. Площадь зала 595 м.кв. (размеры площадки 35х17 метров). Покрытие пола деревянное. Один из залов оборудован трибунами на 120 человек. Раздевалки и душевые расположены во втором зале этого корпуса.

### Общежитие
В корпусе по адресу ул. Ю.Ильенко, 44 находится общежитие, предназначенное для спортсменов, прибывающих на соревнования.

### Прочая инфраструктура
Рядом с корпусами спорткомплекса находится открытое футбольное поле, без трибун.
Также на территории расположены несколько парковок автомобилей и вспомогательные помещения.

## История

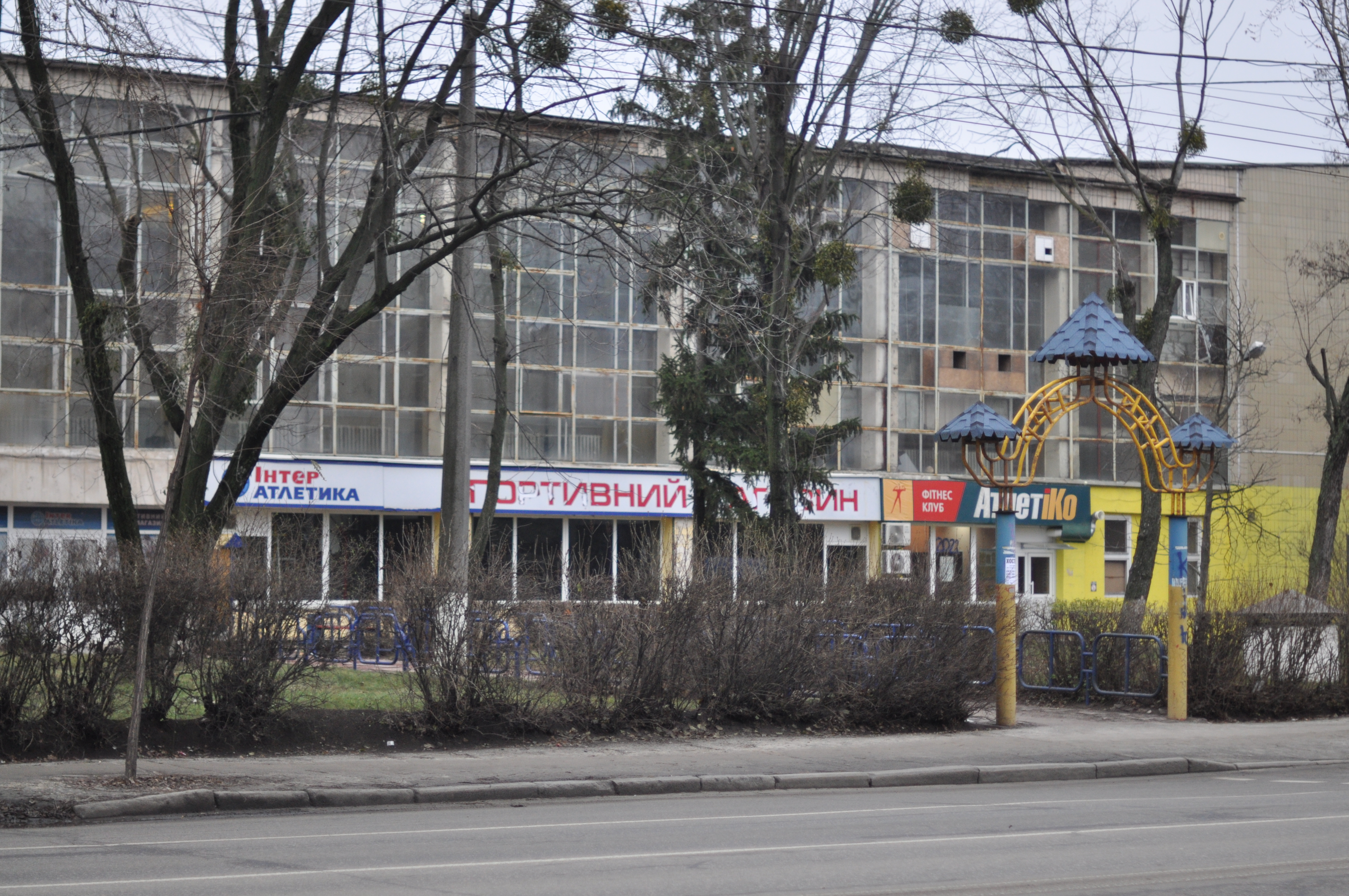

15 октября 1963 года исполкомом Киевского горсовета депутатов трудящихся было принято решение № 1603 «О проектировании парка культуры и отдыха на территории ликвидированных Староеврейского и Караимского кладбищ». 
В дальнейшем, на основании Постановления секретариата ВЦСПС от 25/I-1964 «О предоставлении разрешения Центральному Совету ДСО «Авангард» на проектирование спортивного корпуса», исполком Киевского горсовета депутатов трудящихся принял решение № 1017 от 28 июля 1964 года «О выделении земельного участка Центральному совету ДСО «Авангард» для строительства спортивного корпуса», согласно которому частично изменялось вышеупомянутое решение № 1603. Центральному Совету ДСО «Авангард» выделялся земельный участок площадью 0,6 га “для строительства спортивного корпуса с двумя залами и плавательным бассейном” в Шевченковском районе г.Киева, по тогдашнему адресу — ул. Мельникова, 88 (позже ул. Мельникова, 48). Шевченковскому райисполкому поручалось переселить жителей “одноэтажного малоценного жилого помещения” в количестве 16 человек, проживавших по этому адресу.
Согласно акту проведенного осмотра выделенного земельного участка от 11 августа 1964 года было подтверждено, что данный участок являлся частью Еврейского кладбища, с захоронениями не позднее 1937 года.
17 августа 1964 года на основании Постановления № 1017 от 28/VII-1964 и Акта осмотра от 11/VIII-1964 было составлено Архитектурно-планировочное задание. Заданием предусматривалось, что строящийся корпус с 2-я залами и плавательным бассейном в перспективе станет спортивным ядром комплекса парка. К привязке был принят типовой проект 3-этажного спортивного корпуса с двумя залами и бассейном тип 2С–09–8 (шифр 99–56/61), разработанный «Союзспортпроектом» в 1961 году:
- на 1-м этаже расположена вестибюльная группа, раздевальные и технологическая группа бассейна
- на 2-м этаже помещаются бассейн с душевыми, залом подготовительных занятий и 2 зала размером 42x18 м. При необходимости оба зала могут быть объединены и эксплуатироваться совместно
- на 3-м этаже расположены балконы с местами для зрителей, буфет и подсобные помещения для эксплуатации здания.

Генплан участка предусматривает устройство подходов и подъезда к зданию, расчистку территории от излишней растительности с сохранением ценных пород деревьев. Для обслуживания спортивного корпуса предусмотрено устройство хозяйственного двора, где размещается котельная, которая будет обслуживать проектируемое здание и необходимую часть объектов будущего районного парка. Кроме того на территории хоздвора размещается ТП (трансформаторная подстанция) и мусоросборник.
В соответствии с плановым заданием заказчика возле главного здания спорткорпуса размещается теннисный корт и на перспективу намечено размещение площадок для спортивных игр и летний открытый плавательный бассейн.
Кроме того, также на перспективу, предусмотрено размещение на территории строительства открытого искусственного катка с легко демонтирующимся тентом, по типу разрабатываемого в настоящее время у Дворца Спорта.
[...] фасады здания проектом предусмотрено облицевать керамической плиткой, с введением в отдельных местах цветной глазурованной плитки. Внутренняя отделка помещения принята по типовому проекту.
На территории предусмотрено устройство поливочного водопровода.
Здание оборудовано канализацией, горячим и холодным водоснабжением, центральным отоплением (от своей котельной), газификацией, энергоснабжением, телефонизацией и радиофикацией.

Территория спортивного комплекса ограждена со стороны парка 1 рядной зеленой изгородью, со стороны улицы – 3-х рядной зеленой изгородью из ценных пород стриженного кустарника.
| 1 | Площадь участка                  | 2.25       | га     |
| 2 | Площадь застройки здания         | 1843.35    | м.кв.  |
| 3 | Кубатура здания                  | 20 893.33  | м.куб. |
| 4 | Кубатура котельной               | 1 500.00   | м.куб. |
| 5 | Общая стоимость стр-ва комплекса | 450 789.00 | руб.   |
| 6 | Стоимость 1 м.куб. здания        | 19.46      | руб.   |

Строительство было начато в 1965 году. Сооружение было введено в эксплуатацию в 1970 году. Общая площадь земельных участков по адресу ул. Мельникова (Мельника), 88 отведенных в пользу ДСО «Авангард» согласно решений исполнительного комитета  Киевского городского совета депутатов трудящихся № 1017 от 28.07.1964г. и № 481 от 05.04.1966г. составила 2,28 га.
27 мая 1969 года исполком Киевского городского совета депутатов трудящихся принял решение № 825 «Про отвод земельного участка Киевскому областному совету добровольного спортивного общества «Авангард» по улице Мельникова, 88 под строительство детской спортивной школы». Площадь отведенного земельного участка составила 1,22 га.
20 мая 1974 года исполком Киевского городского совета депутатов трудящихся принял решение № 765 «Про отвод Киевскому областному совету добровольного спортивного общества «Зенит» земельного участка под строительство закрытого ледового катка по улице Мельникова, 88». Площадь отведенного земельного участка составила около 0,7 га. Закрытый ледовый каток предназначался для учебно-тренировочных процессов по хоккею с шайбой и фигурному катанию. Земельный участок отводился за счет территории,  которая была ранее отведена ДСО «Авангард» под спортивный комплекс, на что было получено письменное согласие последнего (№ 935 от 12.12.1973г.) Постановлением Секретариата Украинского республиканского совета профсоюзов «Про строительство искусственного катка ДСО «Зенит» в г.Киеве» было согласовано предложение Киевского городского совета профсоюзов про начало строительства по ул. Мельникова, 88 на 2-е полугодие 1977 года в объеме 250 тыс. рублей, в т.ч. строительно-монтажные работы — 230 тыс. рублей за счет резервного фонда Совета министров Украинской ССР.
6 февраля 1978 года исполком Киевского горсовета принял решение № 134/36 «Про отвод земельного участка во временное пользование Киевскому городскому совету ДСО «Зенит», разрешение на пристройку к существующему двухэтажному зданию по ул. Мельникова и про передачу этого здания на баланс ДСО «Зенит», в связи с передачей в полное хозяйственное ведение зданий и сооружений, что подтверждается справкой Киевского городского совета от 04.06.2003г. Площадь земельного участка 0,22 га.
29 декабря 1981 года закрытий ледовый каток в Шевченковском районе Киев по ул. Мельникова, 88 был принят в эксплуатацию государственной приемной комиссией, про что был составлен акт, утвержденный решением Киевского горсовета от 31.12.1981 года № 2086. Здание получило новый почтовый адрес: г.Киев, ул. Мельникова, 46.
Президиум Всеобщей конфедерации профсоюзов СССР своим постановлением № 2-1а от 18.11.1990г. «Про утверждение Договора о закреплении прав по владению, пользованию и распоряжению профсоюзным имуществом» передал право распоряжения спорткомплексом «Авангард» в числе прочих активов Федерации независимых профсоюзов Украины. Согласно постановлению Президиума Федерации независимых профсоюзов Украины № П-3-5 от 24.03.199г. права в отношении спорткомплекса закреплялись за Киевским городским советом профсоюзов. В Едином государственном реестре предприятий и организаций Украины предприятие «Детско-юношеский учебно-спортивный центр профсоюзов г.Киева «Авангард» было зарегистрировано 21 мая 1996 года под кодом 21560944.
В дальнейшем, решением Хозяйственного суда г.Киева № 910/993/14 от 17.03.2014г. право собственности на имущество ледового дворца «Авангард» (г.Киев, ул. Мельникова, 46а) было передано Фонду государственного имущества Украины.
21 апреля 2016 года было создано «Государственное предприятие «Спортивный комплекс «Авангард», зарегистрированное в Едином государственном реестре предприятий и организаций Украины под кодом 39401098. Руководителем предприятия был назначен Виктор Анатольевич Гончаренко.